# Chaska (genre)
Genre
Chaska est un genre de coléoptères de la famille des Ptiliidae.

## Liste d'espèces
Selon Catalogue of Life (26 février 2021) :
- Chaska nawi Darby, 2016

## Publication originale
- (en) Michael Darby, « Studies of Peruvian Ptiliidae (Coleoptera) 5: Chaska nawi, a new genus and species of Acrotrichinae, Acrotrichini », Zootaxa, Magnolia Press (d), vol. 4161, no 1,‎ 2 septembre 2016, p. 133–136 (ISSN 1175-5334 et 1175-5326, OCLC 49030618, PMID 27615917, DOI 10.11646/ZOOTAXA.4161.1.9, lire en ligne).